# 御金·國峯

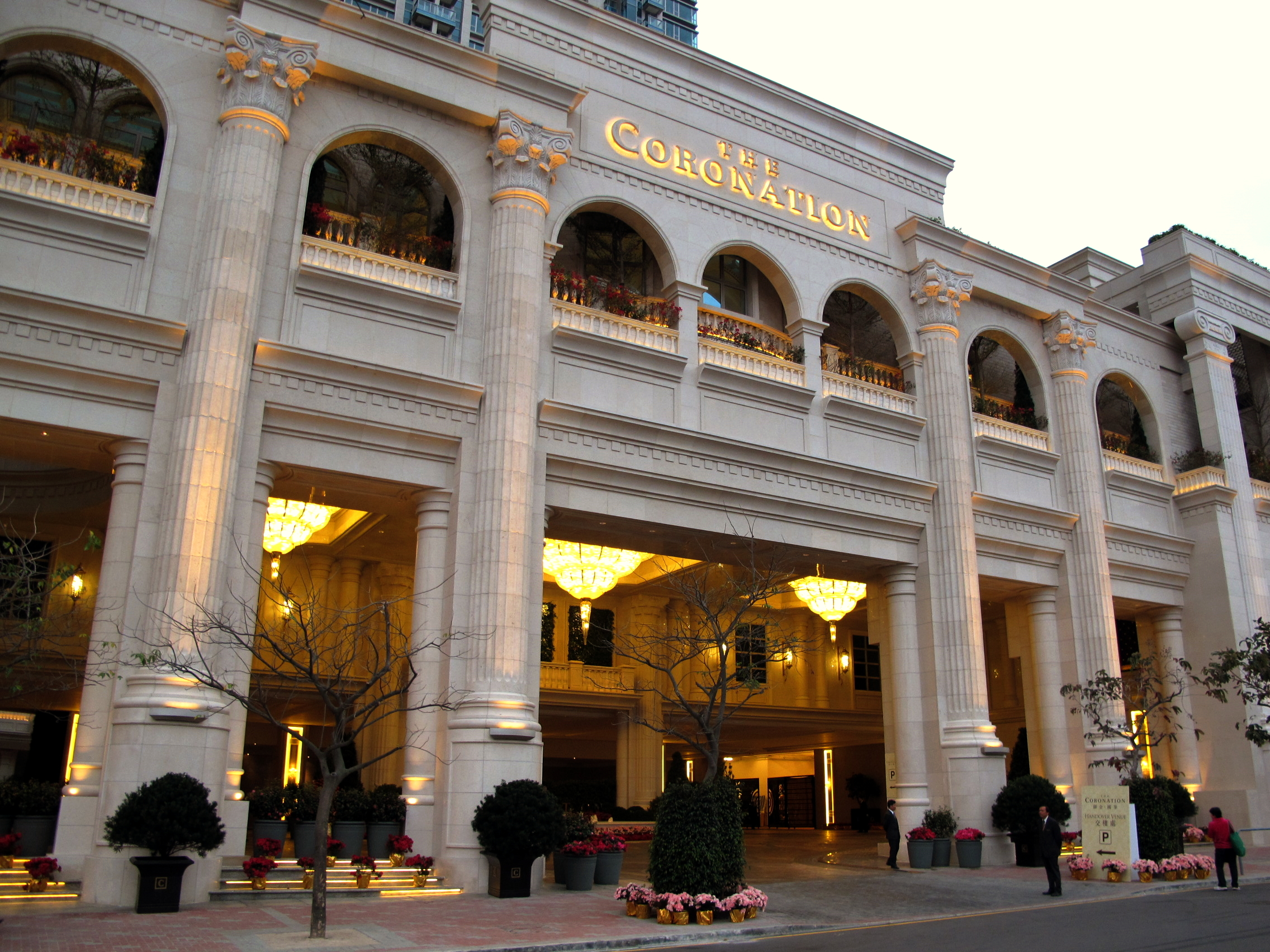
住宅車道入口

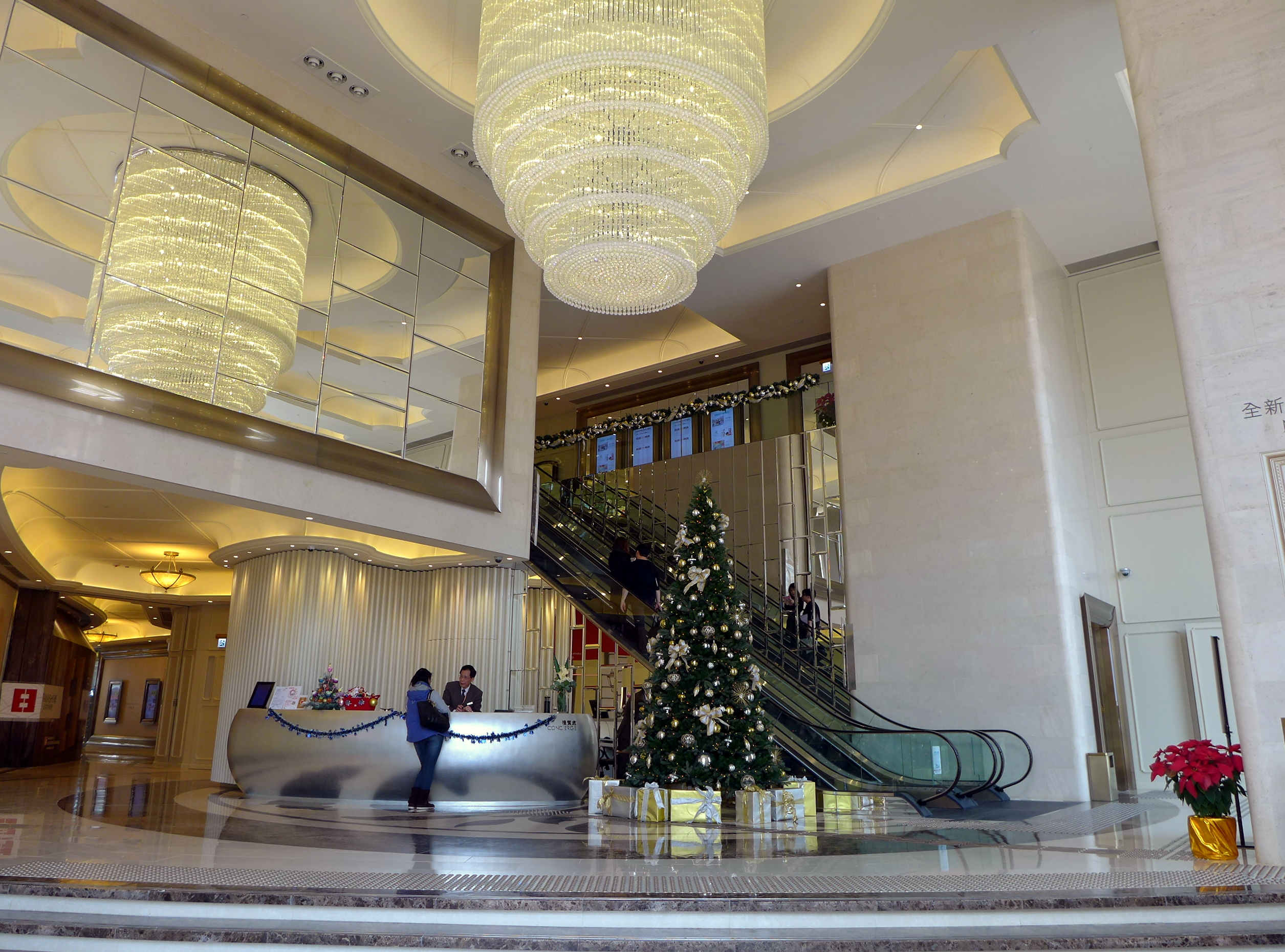
御金·國峯商場命名為中港薈，場內入口設置大型水晶燈

御金·國峯（英語：The Coronation，意思為“加冕”）是香港的一個私人住宅樓盤，發展商為信和置業、南豐集團、嘉華集團及華人置業，由王董建築師事務設計，位於九龍油麻地友翔道1號，新油麻地警署旁邊，鄰近西九龍站巴士總站。屋苑由6幢樓宇組成，呈L字型排列，圍繞泳池而建，樓高29至32層，提供740伙，於2013年1月落成。

## 歷史
2007年5月8日，信和集團、嘉華集團及華人置業投得友翔道佔地8,060平方米地皮，時值40.0億。2011年8月28日，發展商命名為御金·國峯。惟因發展商認為項目鄰近高鐵西九龍站，故於2011年12月底首度開售，呎價為13,000多元起。

## 住客會所
會所室內面積約2.8萬平方呎，與近年信和置業新建住宅一樣，採用歐洲華麗風格。設施包括由歐陸式園藝花園所環繞的30米長戶外泳池、室內泳池、圖書室、室內羽球球場、兒童遊戲室、桌球室、視聽室、遊戲室、戶外燒烤場、模擬高爾夫球練習室及健身室等。當中會所內部的宴會廳樓低高達兩層，室內佈局與裝飾均按照法國凡爾賽宮的宴會廳而打造。
發展商亦會提供中醫應診服務、上門度身訂造西裝服務、膳食到會服務，並於會所內展出多件價值逾千萬藝術品。

## 商場
商場命名為中港薈（Coronation Circle），商場樓高2層，面積約9萬平方呎。地面採用街舖設計。與近年信和置業新建住宅一樣，以宮廷式為主題，外圍採用歐陸經典的羅馬式石柱及迴廊，場內入口設置大型水晶燈、通道裝修採用了古典風格設計。商場在2013年落成，初期正進行招租工作，尚未對外開放，到同年5月25日才正式開放。到了2017年6月，目前租戶有青苗琴行、雅潔洗衣、萬寧、Market Place by Jasons、日本城以及多間兒童學習中心。食肆包括大家樂和吉野家。香港墨爾文國際學校附屬幼稚園 - 墨爾文國際幼稚園（Malvern College Pre-School Hong Kong）設在商場地面樓層，於2017年9月開學。
值得一提的是，因為位置較為不便，與鐵路站的距離比區內其他商場遠，周圍又被馬路圍繞，但很少巴士路線在鄰近的巴士站停站，所以商場人流很少，曾經在其內開設的萬寧、吉野家及大家樂等連鎖店，營業時間都比市面其他分店短，萬寧只會在每個星期一的下午四時至八時營業，星期二至日則全天休息，而且貨品種類比其他分店少；大家樂則沒有早市及晚市，僅在星期五至三的上午11時至下午7時營業，星期四全天休息；吉野家則只在每星期四上午11時30分至下午2時30分營業，星期五至三則全天休息。至2021年一樓全數零售店包括Market Place超市均結業，部分兒童中心也結業，部分食肆於2019年已經結業，至2021年全數食肆結業，2024年商場店鋪鋪位十室九空。

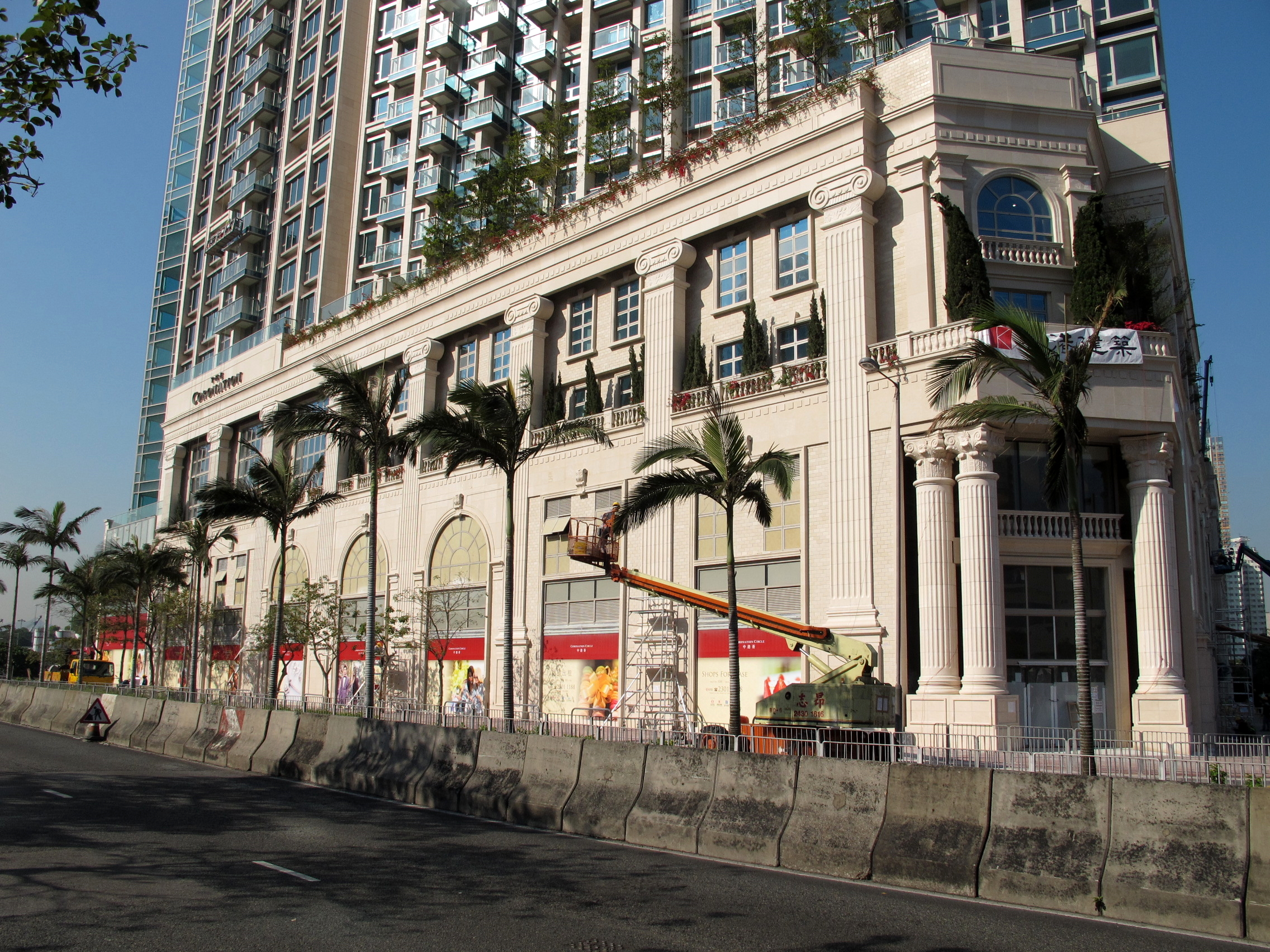
商場外貌
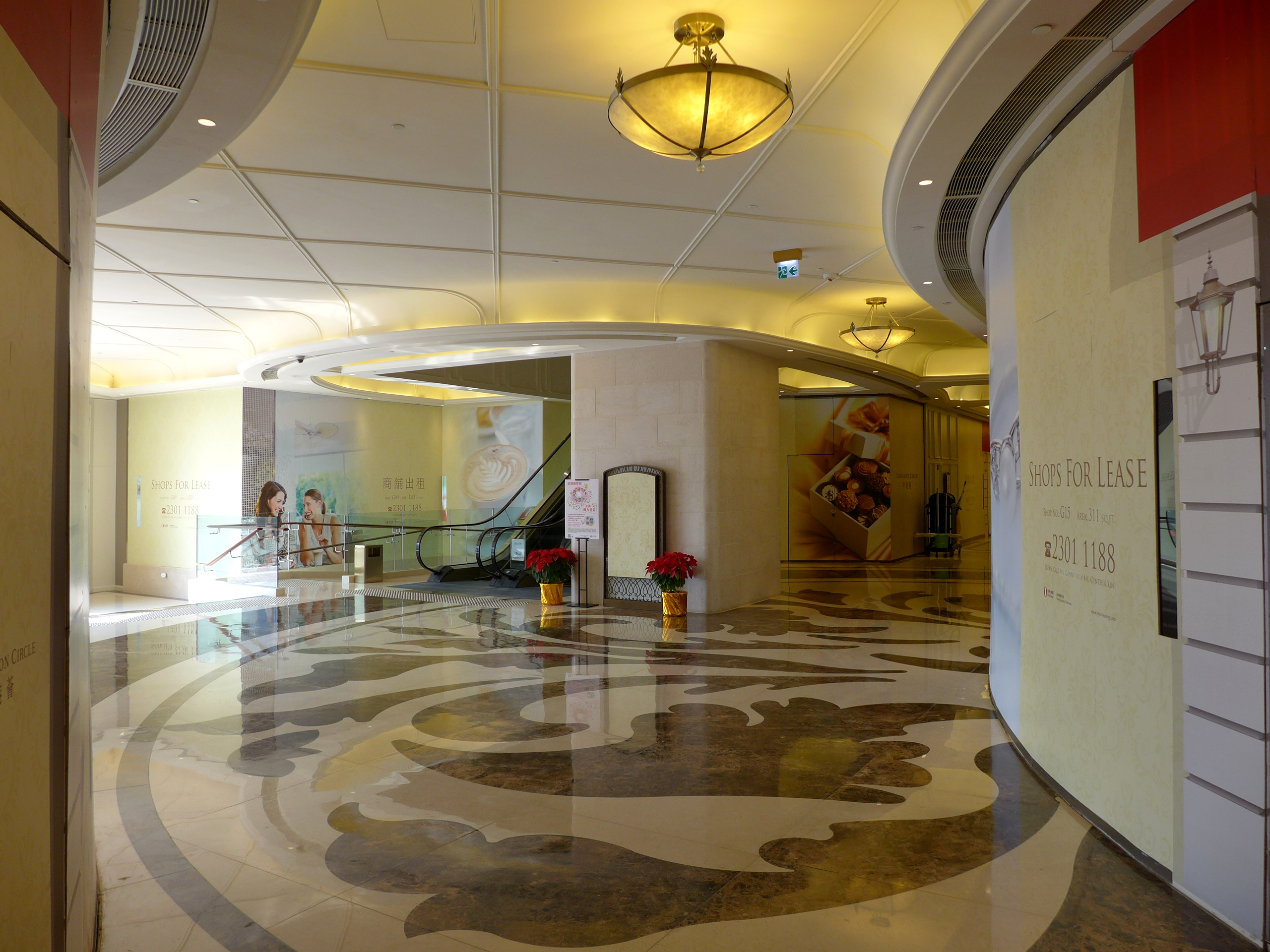
地下商場通道裝修採用了古典風格設計
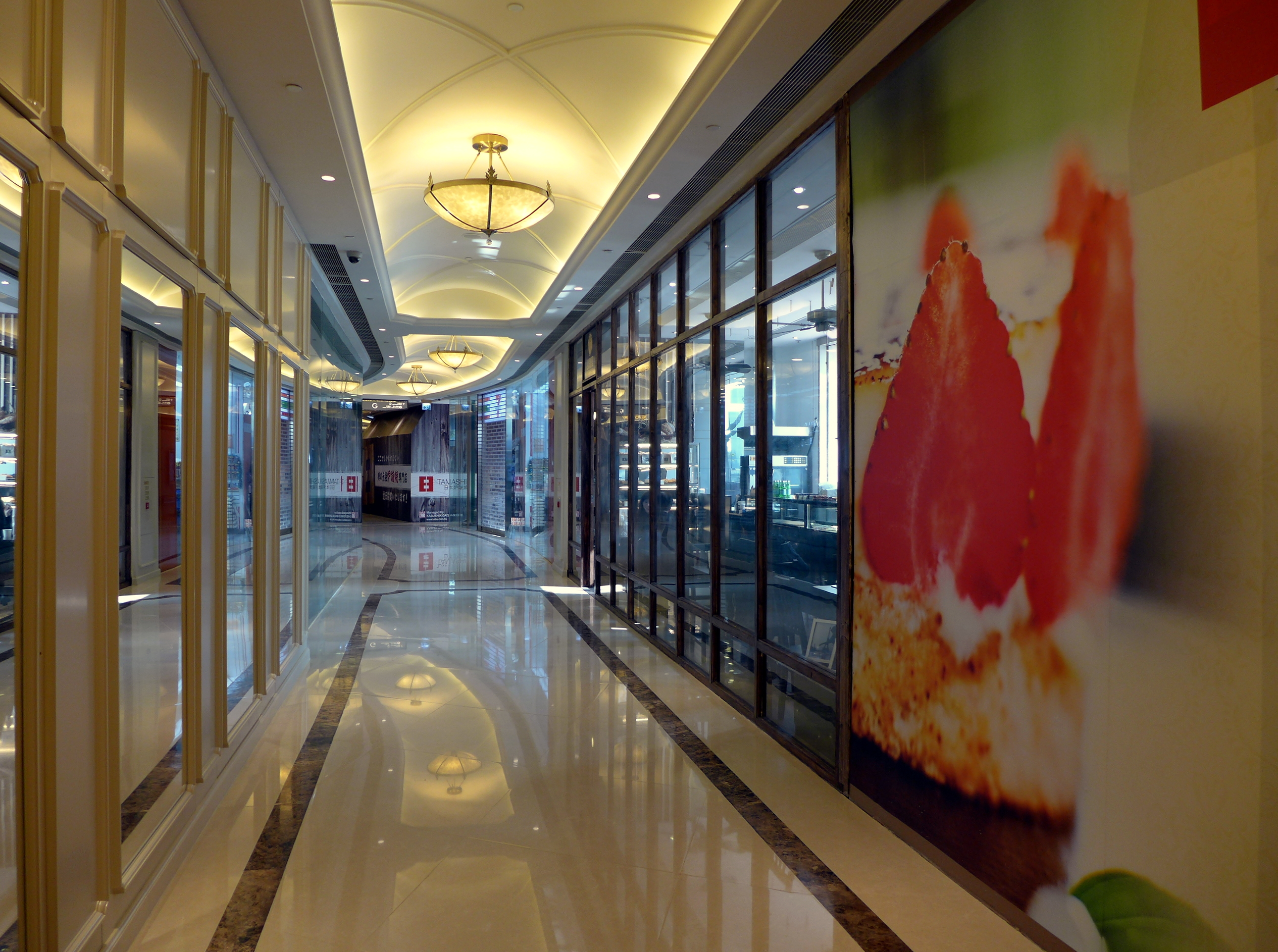
地下商場商店
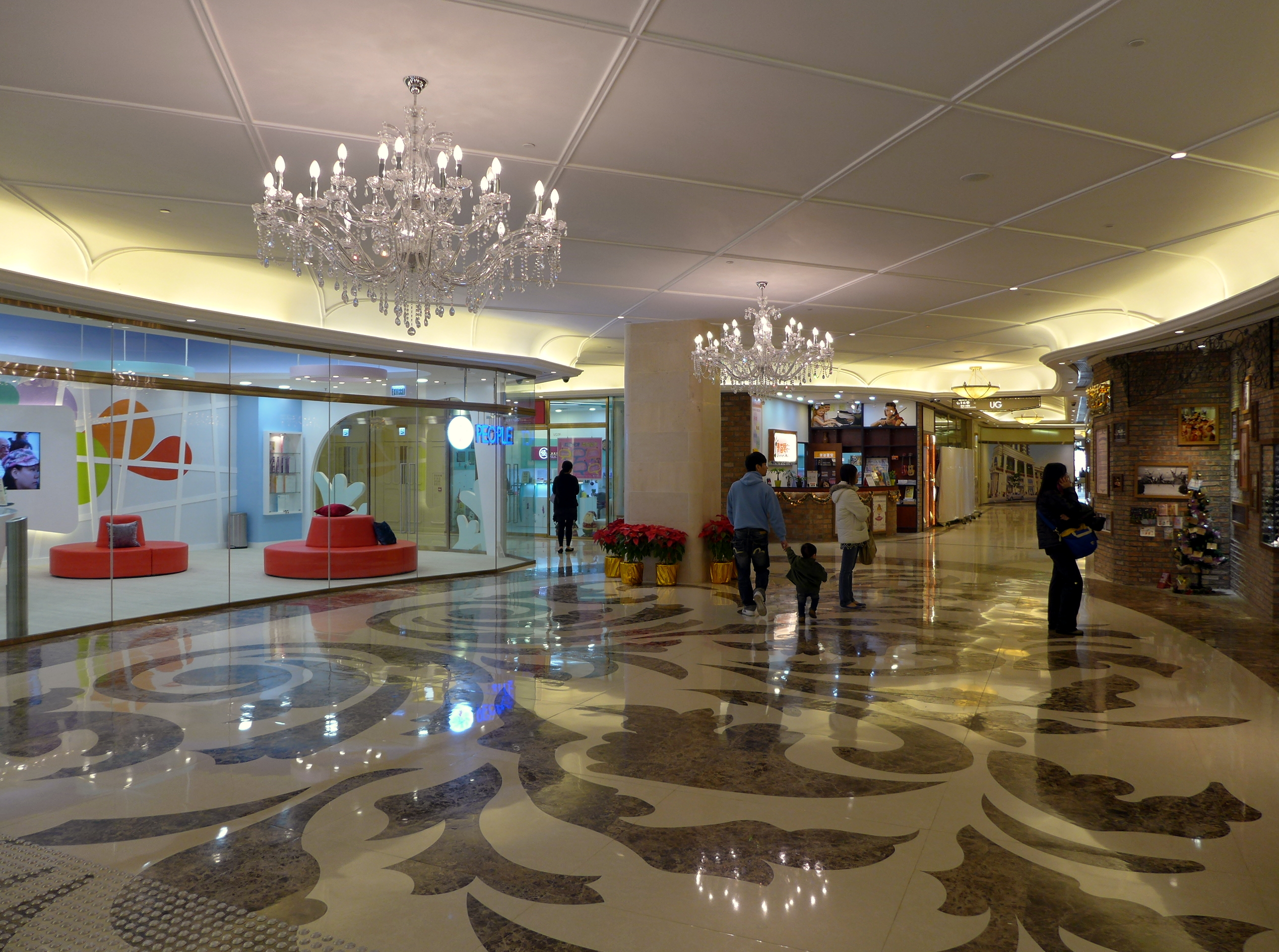
UG層商場
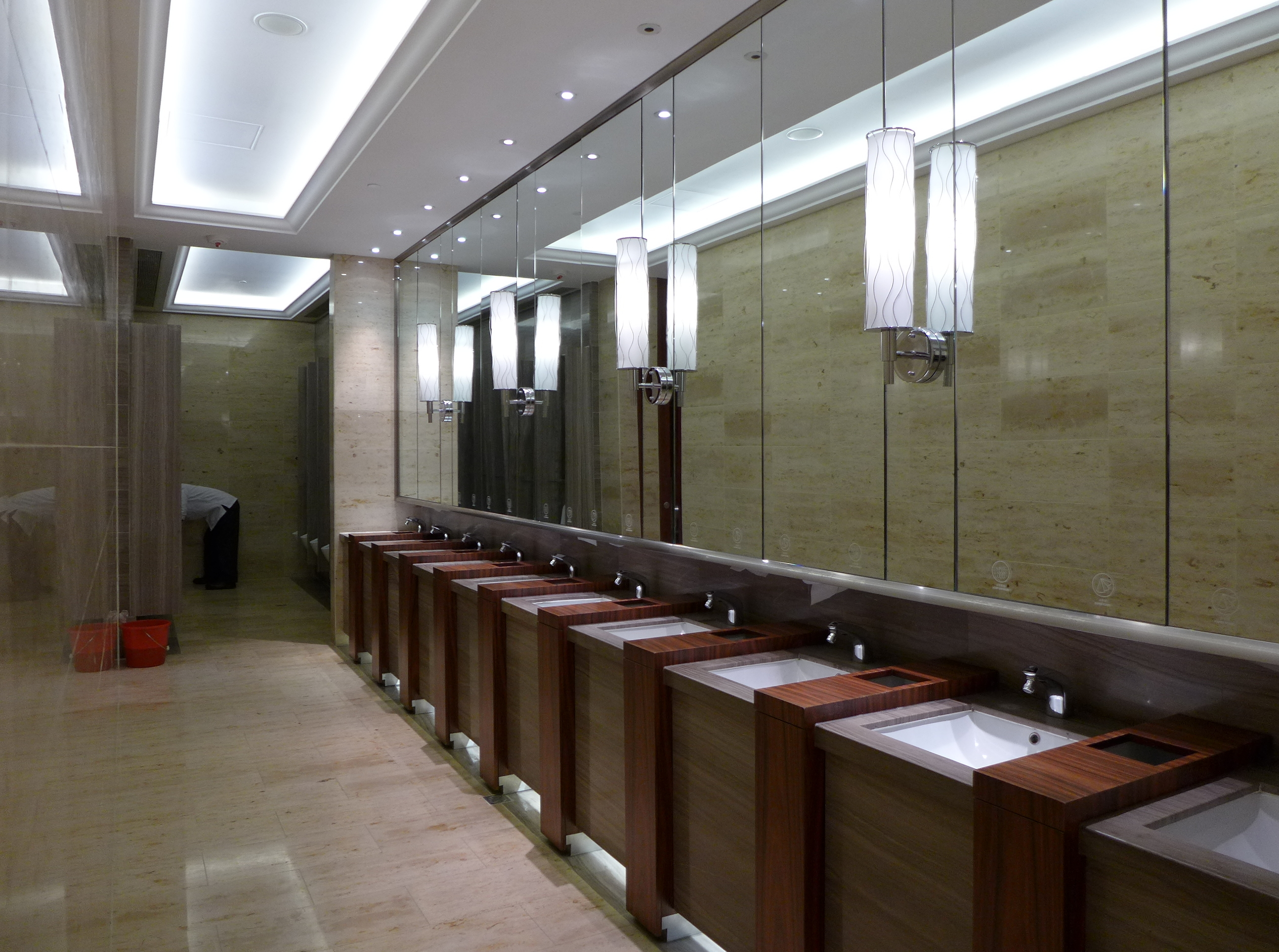
洗手間

## 事件

### 丈夫殺死妻子再跳樓自殺
2017年9月4日（丁酉年農曆七月十四日）清晨，7座28樓B室發生殺人及自殺命案，一對分別30及29歲的公務員夫婦被發現分別倒斃於5樓兩個毗鄰單位的平台，救護員接報到場後證實兩人當場死亡，大批重案組探員封鎖現場調查。警方初步調查認為兩人婚姻亮紅燈，女方疑不滿丈夫風流，決定分居。男死者周偉輝在清晨攜帶陶瓷刀從九龍城沙浦道乘的士返回寓所，雙方發生爭執，女死者方燕婷懷疑被刺多刀，然後被推落樓，跌落該大廈平台的其中一個住宅單位，男死者之後跳樓自殺，在女死者伏屍的毗鄰單位墮斃。
肇事單位原業主於2012年初以759.5萬元一手購入，至2019年開始放盤，叫價1,000萬元，於2020年初減價至800萬元，2022年5月份再減價至698萬元，同年8月以519.68萬元成交，成交呎價約12,992元，是次易手帳面貶值約239.82萬元或31.6%，亦比市價低約35%。

### 2020年新冠肺炎事件
2020年2月1日，海通國際投資部董事總經理鄧晞，於1月22日下午接待乘坐國泰港龍航空KA853航班從武漢來港的中國內地父母，其後該對武漢夫婦先後確診2019冠狀病毒病，鄧晞後來也確診，當局指她是由來自武漢的父母感染，屬香港首個本地人傳人個案，她與父母須要在醫院接受隔離治療。患者住在2座高層C室，實用面積601平方呎的兩房單位，物業由鄧晞於2012年1月以1038.8萬港元一手購入。物業公司稱會加強對大廈的消毒。

### 韓籍女子赤裸跳樓自殺
2023年8月2日凌晨1時50分，一名30歲韓國籍女子疑因感情問題困擾，從大廈中層她租住的一個單位露台跳樓自殺，撞毁友翔道的一棵樹後倒臥路面，她被一名剛從油麻地警署離開的男子發現時全身赤裸，該名男子立即回到警署就發現有人墮樓報案。警方於現場沒有檢獲遺書。

## 外部連結
- 御金·國峯官方網站 （页面存档备份，存于）
- 中港薈 facebook專頁 （页面存档备份，存于）